# LGBT práva na Srí Lance

Duhová mapa Srí Lanky

Článek 365 srílanského trestního zákoníku kriminalizující stejnopohlavní sexuální styk je stále oficiálně platný, ačkoliv podle dostupných informací bývá jen velice zřídka uplatňován, ba dokonce by se dalo říct, že vůbec. I tak ale lidskoprávní organizace poukazují na to, že jej srílanské úřady často zneužívají k šikaně a sexuálnímu i ekonomickému násilí mířenému proti LGBTI minoritě.
Srí Lanka začlenila zákony proti homofobní diskriminaci do svého akčního plánu pro ústavní lidská práva. Co se týče transgender osob, tak ty už mají po určitou dobu garantovaná svá práva, včetně ochrany genderové identity a možnosti tranzice. Právní aspekty transgender na Srí Lance vycházejí z konceptu třetího pohlaví v Indii a Jihovýchodní Asii.

## Souhrnný přehled
| Legální stejnopohlavní styk                   | / Ačkoliv je z rozhodnutí srílanského nejvyššího soudu nevymahatelný, stále zůstává v platnosti článek 365 trestající tělesný kontakt v rozporu s přírodnými zákony 10letým vězením a peněžitým trestem. |
| Anti-diskriminační zákony                     | Yes |
| Manželství párů stejného pohlaví              | No |
| Jiná forma stejnopohlavního soužití           | No |
| Adopce dítěte partnera                        | No |
| Společná adopce dětí stejnopohlavními páry    | No |
| LGBT lidé smějí otevřeně sloužit v armádě     | No |
| Možnost změny pohlaví                         | Yes |
| Třetí pohlaví                                 | No |
| Přístup k umělému oplodnění pro lesbické ženy | No |
| Náhradní mateřství pro gay páry               | No |
| Vynětí LGBT ze seznamu nemocí                 | / Odlišná sexuální orientace není považovaná za nemoc, ale jiná genderová identita ano |
| Zákaz konverzní terapie                       | No |
| MSM smějí darovat krev                        | [ 9 ] |